# Сток-он-Трент
Стоук-он-Трент (англ. Stoke-on-Trent) — місто та унітарна одиниця в Англії, в церемоніальному графстві Стаффордшир.

## Географія
Унітарна одиниця Стоук-он-Трент займає територію 93 км², зі всіх сторін світу межує з неметропольним графством Стаффордшир.

## Історія
Місто сформоване в 1910 році з 6 міст (Stoke-upon-Trent, Hanley, Tunstall, Burslem, Longton і Fenton) і безлічі сіл. Отримало назву по місту Stoke-upon-Trent, тому що в цій частині знаходилися адміністрація і головний залізничний вокзал. Стоук-он-Трент є центром скупчення гончарного виробництва.

## Населення
На території унітарної одиниці Стоук-он-Трент за даними 2001 року проживає 240 636 чоловік, при середній густоті населення 2575 осіб/км².

## Політика
Стоук-он-Трент управляється радою унітарної одиниці, що складається з 60 депутатів, обраних в 20 округах. У результаті останніх виборів 34 місця в раді займають лейбористи.

## Освіта
У місті розташований один з основних кампусів Стаффордширського університету.

## Спорт
На території унітарної одиниці Стоук-он-Трент базуються професійні футбольні клуби «Сток Сіті» та «Порт Вейл».
У місті Стоук-он-Трент базується професійний футбольний клуб «Сток Сіті», володар Кубка Футбольної Ліги 1972 року, який виступає в англійській Прем'єр-лізі. «Сток Сіті» приймає суперника на стадіоні Британія (28 тис. глядачів).
У місті Барслем базується професійний футбольний клуб «Порт Вейл», який виступає в сезоні 2010/2011 у Другій Футбольної Ліги. «Порт Вейл» приймає суперників на стадіоні Вейл Парк (19 тис. глядачів).

## Інфраструктура
Популярні готелі: «Crown», «Moat House», «North Stafford», «Quality», «Swallow George».

## Уродженці
- Бен Бреретон (*1999) — чилійський футболіст, нападник.

- Майк Вільямсон (* 1983) — англійський футболіст.